# ドイッチュラント級装甲艦
ドイッチュラント級装甲艦 (Deutschland-Klasse) は、ヴァイマル共和政下の共和国海軍 (Reichsmarine) で計画され、ナチス政権掌握後にドイツ海軍 (Kriegsmarine) が第二次世界大戦で運用した軍艦。ドイツ海軍における艦種は装甲艦 (Panzerschiff) で、のち重巡洋艦に変更されている。同型艦は3隻。

## 概要
ドイッチュラント級装甲艦は、第一次世界大戦後、ヴァイマル共和政下のドイツ海軍 (Reichsmarine) がヴェルサイユ条約の制限下において、退役艦の代替艦として初めて就役させた1万トン超の軍艦。
ドイッチュラント Deutschland （後にリュッツォウ　Lützowに改称）、アドミラル・シェーア Admiral Scheer 、アドミラル・グラーフ・シュペー Admiral Graf Spee、の三隻が建造された。
条約型巡洋艦を上回る砲撃力と、戦艦を上回る速力を有し、ディーゼル機関によって大きな航続力を有する。そのような特徴をとらえてポケット戦艦と呼ばれた。ドイツ海軍の分類では装甲艦とされ、のちに重巡洋艦に類別変更された。
本級の登場は列強各国に大きな衝撃を与え、建艦競争を引き起こした。
第二次世界大戦では、初期の対英戦における通商破壊作戦で活躍した。

## 開発経緯

### ポケット戦艦
第一次世界大戦の敗戦により、ドイツにはヴェルサイユ条約下で軍備制限が課せられた。
戦闘艦の新造も制限され、旧式戦艦の代艦に限って、1921年以降「基準排水量1万トン以下で主砲口径も28cmまで」の“装甲を施した軍艦”の建造が認められた。本級は、その制限枠一杯を利用している。ヴァイマル共和国軍の海軍 (Reichsmarine) は戦艦などと称して他国の疑念を招かないように、ヴェルサイユ条約の条文の仏語記載にあるCuirassé（装甲艦）を独語に訳したPanzerschiffという類別名を用いて本級を建造した。
この艦に対して、イギリスのジャーナリズムが「ポケット戦艦 (pocket battleship) 」とあだ名した。巡洋艦を上回る砲撃力と戦艦を上回る速力を有するという特徴をよく捉えたネーミングであったため人口に膾炙し、今日まで通用している。当時の日本では「豆戦艦」、あるいはポケットを訳して「袖珍（しゅうちん）戦艦」として紹介された。大日本帝国海軍でも「ポケット戦艦」の名称を用いたことがある。
もっとも、「（ポケット）戦艦」と呼ばれたとはいえ、排水量1万トン（公称）に過ぎない本級の能力が排水量3万トン程度である戦艦や巡洋戦艦を大きく下回ったのは当然である。
本級の排水量1万トン（公称）は、ロンドン海軍軍縮会議で定められた条約型重巡の排水量1万トン（公称）と同じである。
条約型重巡に課された「備砲は8インチ（20.3cm）以下」の制限を受けない本級の28cm主砲6門は、重巡（8インチ砲8門 - 10門）を凌駕した。だが26～28ノットの速力は重巡（30ノット以上）を大きく下回り、防御力は重巡の8インチ砲に耐えるものではなかった。実際、本級にとっての懸念は、イギリス海軍の巡洋戦艦（レナウン、レパルス、フッド）であった。1934年予算で承認されたドイッチュラント級4番艦の仮称「装甲艦D（Panzerschiff D）」は、防御力を十分なものに強化した結果、排水量が2倍近くの19,000トンに達した（シャルンホルスト級戦艦を参照）。
ドイツ海軍における本級の艦種は第二次世界大戦突入後の1940年（昭和15年）2月、Panzerschiff（装甲艦）からSchwerer Kreuzer（重巡洋艦）に変更された。

### 運用構想
本級の建造当時、ドイツ（ヴァイマル共和政）の仮想敵国はポーランドとその同盟国であるフランスであった。1924年頃にポーランドは2隻の高速巡洋艦と6隻の駆逐艦、12隻の水雷艇と12隻の潜水艦による艦隊を計画しており、またフランスは装甲巡洋艦2隻と巡洋艦4隻、駆逐艦4隻と潜水艦3隻の派遣をポーランドに公約していた。この結果、ドイツ海軍は「東方の高速部隊」と「西方の低速重装甲艦隊」の二種類の敵に備えねばならなくなった。新造艦艇の排水量が1万トンに制限されている中で、ドイツ海軍は沿岸防御艦（海防戦艦）を建造するか、外洋で行動可能な重巡洋艦を建造すべきか、選択をせまられた。要求仕様の中で砲戦力と高速力を優先し、軽量化のために装甲重量を敢えて犠牲にした設計を追求したのが本級の骨子である。
折しも前弩級戦艦ブラウンシュヴァイク級のプロイセンが代艦年数に達した。プロイセンの代艦枠を埋める艦として仮称「装甲艦A（Panzerschiff A）」として設計が開始された本級であるが、建造当初のコンセプトは「バルト海の制海権を確保する」ものであった。つまり、ソ連海軍のみならず、北欧バルト4国（スウェーデン・ノルウェー・フィンランド・デンマーク）の海防戦艦らに打ち勝って、バルト海での海上交通路を維持することを目的としており、本来ならば大西洋に打って出る性質の物ではなかった。そのため、本級の設計は試行錯誤の連続であった。
通商破壊戦はドイツ海軍の国防上の使命であり、質量ともに英仏海軍に大きく劣る中で構想上は十分考慮された。しかし、英国との全面戦争は当面不可能であり、ヴァイマル時代のドイツ軍の戦略はあくまでも陸上に主眼が置かれ、海軍は陸軍が停戦に至る局面を現出させるまでの時間稼ぎ以上の役割はなかった。
建造前の諸プランを見れば、明らかに弩級艦クラスを想定した性能が求められていることがわかる。本級は攻撃力では海防戦艦を優越し、弩級戦艦に対しても複数で当たれば勝てる程度の戦闘力が与えられている。そして、複数で当たるための迅速な展開を可能とする高速巡航能力も与えられた。
建造に至るまで数々の試案が検討された。以下はその試案と廃案の理由である。
- 基準排水量1万トン、38cm連装砲塔2基、15cm連装砲塔2基、8.8cm高角砲2門、舷側装甲200mm、22ノット

→主砲のサイズが条約違反。
- 基準排水量1万トン、21cm連装砲塔4基、8.8cm単装高角砲4門、舷側装甲80mm、32ノット

→21cm砲では火力が低すぎる。以後は12インチ(30.48cm)砲前後で設計。
- 30.5cm連装砲塔3基、10.5cm単装高角砲3門、舷側装甲200mm、21ノット

→海防戦艦であり弩級艦にはあらゆる面で対抗不能。
- 30.5cm連装砲塔2基、15cm連装砲塔3基、8.8cm連装高角砲3基、舷側装甲150mm、24ノット

→機動性は向上したが、主砲門数が公算射撃が困難な門数である。後に索敵機の搭載も考慮する。
- 採用案：28cm三連装砲塔2基、12.7cm連装高角砲4基、舷側装甲100mm、航空機2機と射出機1機、28ノット

「巡洋艦を圧倒できる砲力、戦艦との交戦を回避して離脱できる速力、長大な航続力で通商破壊作戦も可能」と宣伝された本級だが、ドイツ海軍側からは「政治によって造られた艦」で「弩級戦艦に砲力で、巡洋艦に速力で劣る艦」という厳しい評価もあった。そのために仮称「装甲艦B（Panzerschiff B）」（後のアドミラル・シェーア）では24cm砲9門の装甲巡洋艦として検討されたが、結局その設計もドイッチュラントを踏襲した。
しかし、完成した艦の性能に列強諸国は注目した。基準排水量1万トンの制限下（実際は超過）で、第一次大戦時のドイツ主力艦と同等の28cmを搭載する三連装主砲塔を2基も持ち、ディーゼル機関を採用したことで機関重量の軽量化を果たしたことができた。特にフランスはこの航続距離の長さを警戒し、本級がヨーロッパ（フランス本国）と海外植民地（西アフリカ、西インド諸島）間の連絡線を攪乱（かくらん）することを恐れた。このためフランスはドイッチュラント級への対処を目的として　、議会に戦艦「ダンケルク級」を建造する口実を得た。
イタリアはフランスの新戦艦に対抗するために、練習艦任務に就いていた弩級戦艦「コンテ・ディ・カブール級」と「カイオ・ドゥイリオ級」を当座の間に合わせとして近代化大改装を行い、次いで本命として超弩級戦艦「ヴィットリオ・ヴェネト級」2隻を建造した。イギリスは廃艦の危機にさらされていた巡洋戦艦「フッド」と「レナウン級」2隻の近代化改装を行う予算案が通った。
さらに世界中で中型戦艦のブームが巻き起こり、高速戦艦の整備に拍車がかかった。日本海軍も「列国海軍造艦術進歩の現状」の中で独立した項目を立てて紹介している。
ともかく、これら一連の建艦競争の発端になるほど、本級のコンセプトは列強軍備の隙間を的確に突いたものだった。
本級は平時に北欧バルト4国やフランス＝ポーランド同盟、ソ連への抑止力になることにその存在意義があった。しかし、ナチス・ドイツによる再軍備宣言により国防軍 (Wehrmacht) に改編されたドイツ海軍 (Kriegsmarine) は、全面戦争に準備不足のまま突入した。その状況下、本級の長大な航続力と強力な砲備はエーリッヒ・レーダー元帥の「巡洋艦作戦」とあいまって、戦争初期の段階でイギリスの植民地と本国の海上補給路に大きな混乱をもたらした。

## 艦形

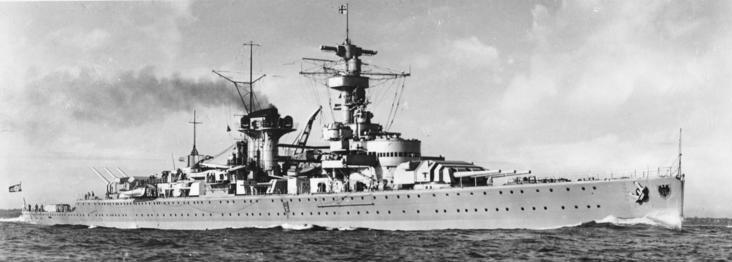
最終状態のドイッチュラント。

本級は軽巡洋艦エムデン (Emden) で培われた工業デザインを元にして、旧来のドイツ海軍の姿から脱却している。本級の船体は乾舷の高い長船首楼型船体を採用し、艦首水面下にバルバス・バウの付く艦首から軽くシア（甲板の傾斜）の付いた艦首甲板上に新設計の「1928年型 28cm（52口径）砲」を三連装砲塔に収めて1番主砲塔を1基配置した。艦橋構造はドイッチュラントのみ司令塔を内部に組み込んだ箱型で、操舵艦橋の両脇には二段に船橋が付き、艦橋の上面から突き出るようにチューリップ型の単脚式のマストが立ち、頂部に10.5m主砲用測距儀、7m副砲用測距儀、射撃方位盤室、前桁の長いＸ字型の信号ヤードが伸びている。

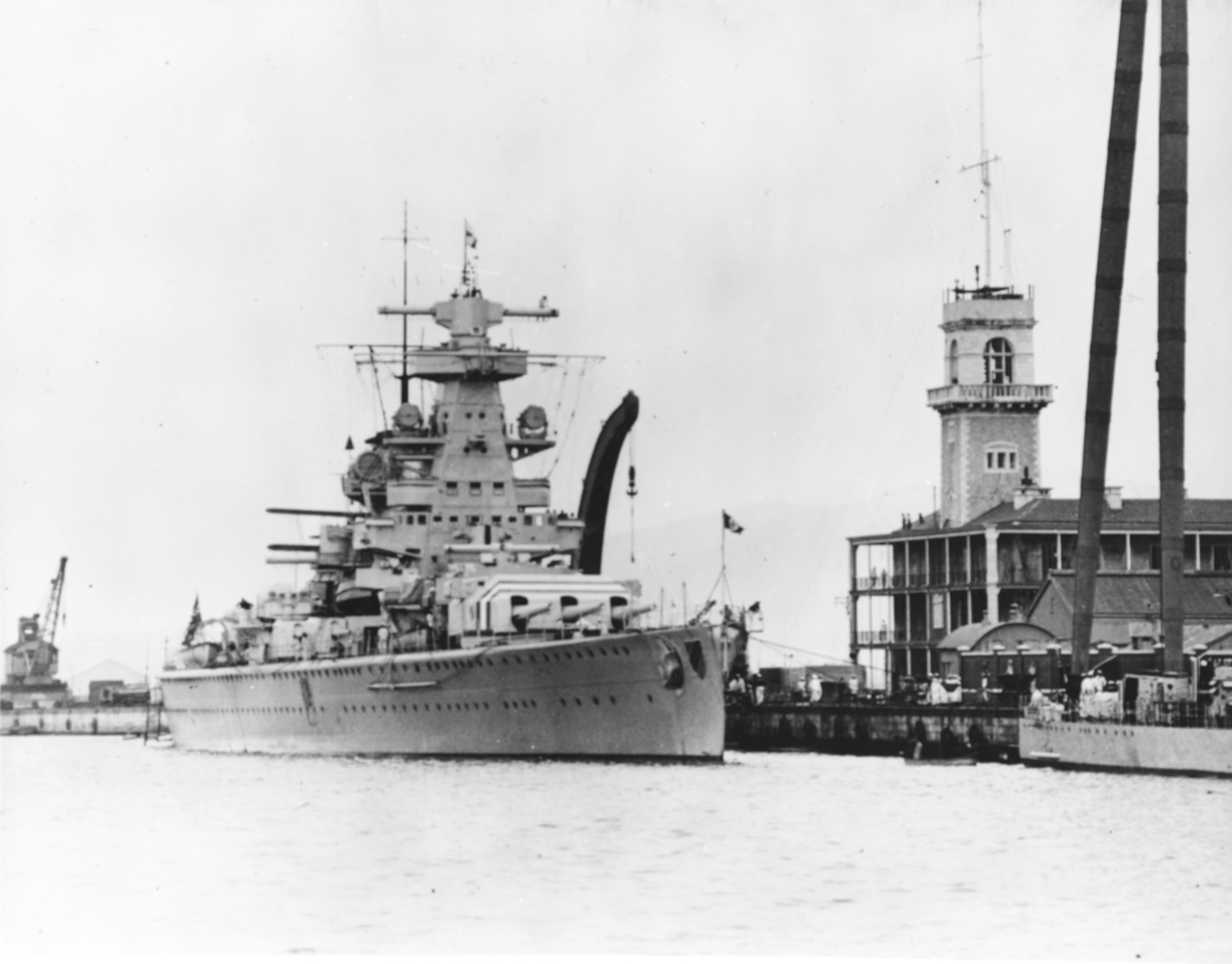
艦首方向から撮られたアドミラル・シェーア。本艦と竣工当時のシュペーは特徴的な塔型艦橋であった。

この艦橋構造を採ったのはドイッチュラントのみで、2番艦アドミラル・シェーアと3番艦アドミラル・グラーフ・シュペーでは前方から見て上すぼまりの台形で、断面図が八角形の塔型艦橋構造になっており、操舵艦橋横の船橋は上下に二段となりスペースが増え、戦闘艦橋の側面に探照灯とその台が1基ずつ設けられたが上部の10.5m測距儀はそのままである。なお、この塔型艦橋構造は重心の上昇を招いたようで、後にアドミラル・シェーアでは塔状艦橋の構造をドイッチュラントに類似したものへ改造された。

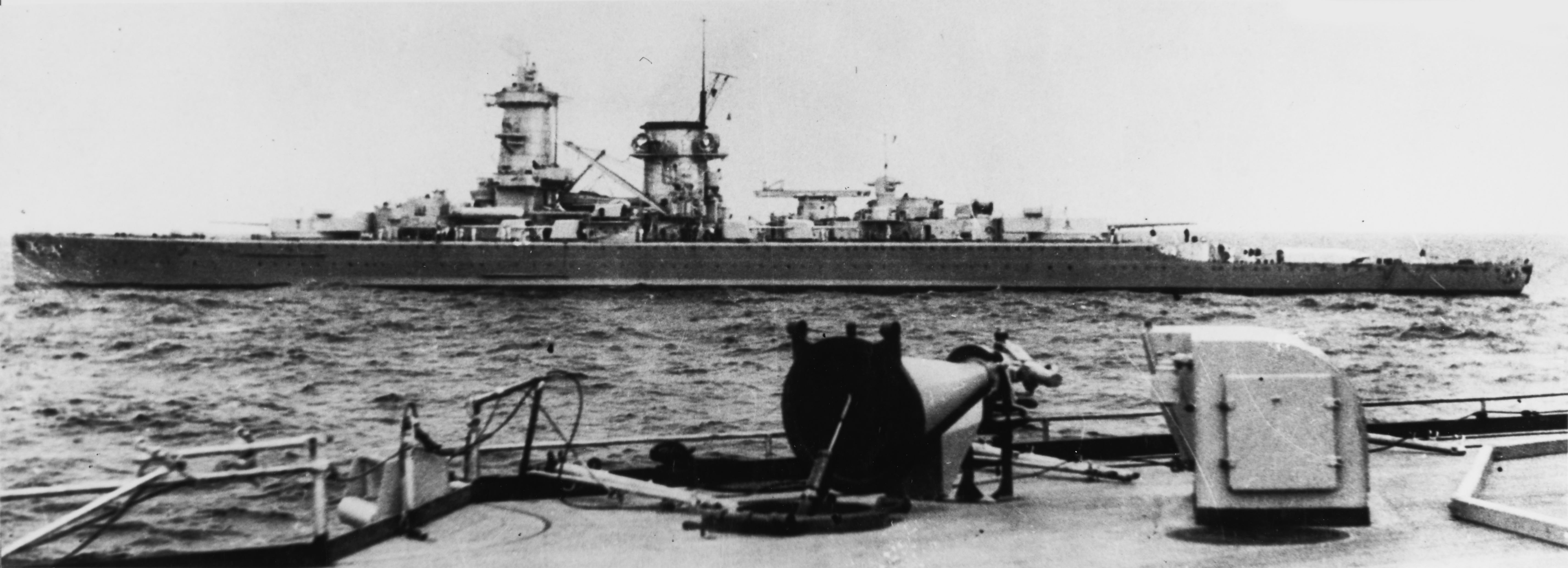
1934年に左舷方向から撮られたアドミラル・シェーア。

艦橋の背後には1本煙突が立ち、周囲は露天の艦載機置き場となっていた。煙突の基部には片舷1基ずつクレーンが計2基配置され艦載艇を運用していたが、1935年にカタパルトが1基設置されたが、2番艦と3番艦は煙突の後方に配置されていた。カタパルトは360度回転し、いずれの方向にも艦載機を射出できた。艦載艇はカタパルト設置後は煙突の後方に並べられた。
煙突の後方にはＴ字型の上部構造物が設けられ、その上に後部測距儀を載せた見張り所が設けられた。本級の副砲として「SK C/28 1928年型 15cm（55口径）速射砲」を単装砲架で片舷4基ずつの計8基装備された。砲を包む防盾は一見、砲塔に見えるがこれは砲を波浪から守るカバーである。本級の高角砲は煙突の左右に設けられた上部構造物により副砲に射界を制限されない上方に片舷1基ずつと後部見張り所の後方に1基の計3基配置された。後部甲板上には2番主砲塔が後向きに1基配置された部分で船首楼は終了し、そこから甲板一段分下がって艦尾甲板上に四連装魚雷発射管を片舷1基ずつ並列に2基を搭載した。

## 艦体

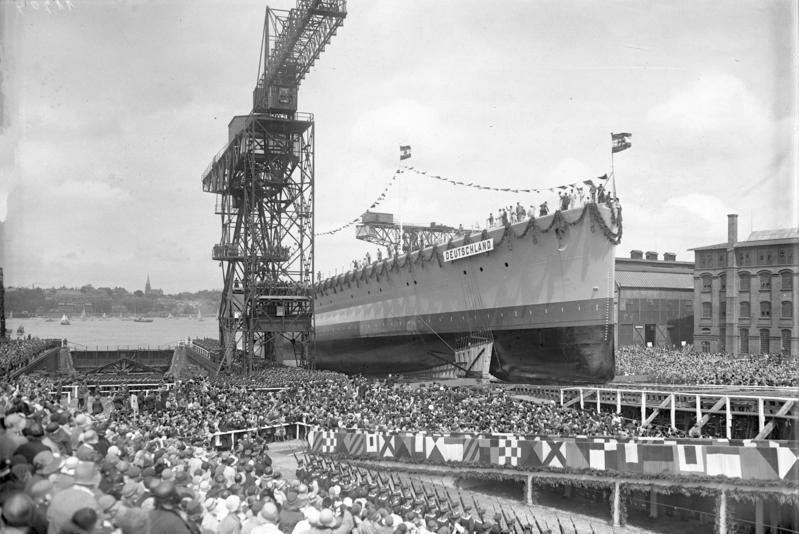
進水式のドイッチュラント。

本級は軽量化に船体設計の重点を置いており、ヴェルサイユ条約の制限である排水量1万トン以内に抑えるための努力は数多くの新技術により支えられた。主砲の門数6門を維持しつつも砲塔数を減じて武装重量を軽量化すべく、新設計の三連装砲塔を採用した。また、艦上構造物に高価である軽合金を多用した。船体の建造方法も当時の主流であるリベット止めではなく、最新技術の電気溶接で建造できるようにクルップ社が本級のために溶接が可能な鋼材を新規開発し、そのことが15パーセントの軽量化につながった。それでもヴェルサイユ条約による制限の基準排水量1万トンを約20パーセント超過していたが、ドイツ政府は本級の排水量を内外に1万トンと公称した。
軽量化は装甲を犠牲にしてそれなりの高速化を実現するためであった。この高速化により、砲力で勝る敵戦艦と遭遇した場合には、損害を被る前に退避できるよう企図している。このような設計思想は第一次世界大戦前にもあり、巡洋戦艦という種別の軍艦が建造されている。
実際問題として同じ艦隊の中に巡洋戦艦と弩級戦艦を混在させて運用することは、司令官にとって、速度差などの点で非常に悩ましい問題があった。ただし、巡洋戦艦があくまで艦隊決戦を想定したものであったのに対し、本級は通商破壊作戦を任務とすることでその問題をクリアしており、列強海軍にとって新たな脅威となった。

## 機関
本級の機関には従来使用されていた燃料消費の多かった重油専焼缶と蒸気タービンの組み合わせではなく、燃料消費の少ない高出力大型ディーゼル機関を採用した。これはかさばる蒸気機関よりも機関スペースや燃料タンクなどのスペースを軽減でき、ひいては船体や重要区画のサイズ縮小＝防御範囲縮小をもたらすため重量軽減に大きく貢献し、排水量制限の厳しい本級にとってまさにうってつけの特性であった。これにより、財政状況の厳しい海軍で燃料費の節約につながったうえ、補給基地が不要なほどの長大な航続力を得たことは、前大戦時には大洋での通商破壊戦に必要な燃料補給に悩まされた海軍に戦略的に有利となった。結果的にこれらはよき宣伝材料となり、列強が本級の対応策に追われる間に、より強力な艦を研究・整備できる時間を作ってくれたのである。
しかし、ディーゼル機関には問題がなかったわけではなく、各機関の回転総数が耐久限界の7,200万回転に達する間に、クロスヘッド・ピストン棒取り付け部の故障が頻発した。十数回ほど改造したが効果はなく、最後に5分の1模型や部分模型による精密実験によってようやく原因を究明して故障を克服した。燃料噴射システムには高い精度、高い耐久性が要求されるため、製造コストがかさんで予算面でもドイツ海軍を悩ませた。また機関振動が激しく、航行に支障をきたすほどであった。
さらに燃料においてもタービン艦と同様に高品質な重油を必要とし、粗悪な重油・軽油では出力が出ず、機関の不調も出る始末であった（これは1950年代以前のディーゼル機関特有の問題で、本艦の機関だけが悪いわけではない）。また、当時のディーゼル燃料は粘性が高すぎて流れが悪く、燃料供給に支障が出たため、燃料管に専用の加熱装置を介する必要があったが、この加熱装置の配管の一部は非装甲区画を取っていたために防御上の大きな弱点となっていた。実際、アドミラル・グラーフ・シュペーはそこに流れ弾が命中したことで燃料供給が停止し、自沈への要因の一つとなった。
本級においてはMAN社製9気筒2サイクルディーゼル機関を片舷4基ずつでスクリュー軸1軸をまわし、両舷で計8基2軸推進とした。最大出力は48930hp（アドミラル・シェーアは52050hp、アドミラル・グラーフ・シュペーは54000hp）、公試において最大速力28ノット（アドミラル・シェーアは28.3ノット、アドミラル・グラーフ・シュペーは28.5ノット）を発揮し、実用速力は26ノットと発表された。航続性能は速力20ノットで10,000海里（アドミラル・シェーアは9100海里、アドミラル・グラーフ・シュペーは8900海里）、10ノットで21,500海里と計算された。
また、補助機関としてMAN社製5気筒2サイクルディーゼル機関を用い、3450hp×2基で6900馬力を補助した。発電用としてリンケ・ホフマン・ブッシュ社製4サイクルディーゼル機関を装備、これは出力604hpでAEG社製発電機を回して得られる発電量は2160kWであった。
上述のように本級のディーゼル機関には問題があり、発展型のシャルンホルスト級はタービン機関を採用している。

## 武装

### 主砲について

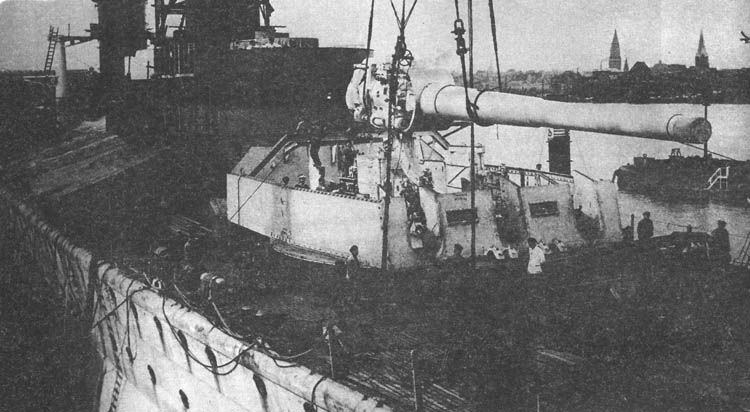
アドミラル・グラーフ・シュペーの組立中の主砲塔

本級の第一の特徴は重武装にあり、主砲はヴェルサイユ条約で課せられた制限枠一杯である28cm砲を選択し、第一次大戦時の砲よりも長砲身の「SK C/28 1928年型 28cm（52口径）砲」を採用した。12インチ（30.5cm）砲を採用しなかった理由は武装重量の軽減と、多くの装薬を使って高初速で発射すれば1万m台での貫徹力では英国製「Mark I 38.1cm（42口径）砲」にも劣らない威力を出せるからである。過去の技術的蓄積が多いこと、射撃速度が稼ぎやすいことなどの他、砲身が軽いということは俯仰や旋回速度にも良好であり、同じ弾丸定数なら弾丸を小さく軽くでき、その分弾薬庫も小型化できて防御重量も軽量化できるなど様々な利点があったためである。
性能的には重量300kgの砲弾を、初速900m/秒で仰角40度で36,475mも届かせる長射程を持っていた。これは、WW1以前に作られた巡洋戦艦「モルトケ級」や「ザイドリッツ」に搭載された「SK L/50 1909年型 28 cm（50口径）砲」の302kg徹甲弾を仰角16度で20,400mまで届かせる性能よりもはるかに優れていた。この新型砲を、従来の連装砲塔が主体のドイツ主力艦では採用していなかった三連装砲塔に収めた。砲身を載せた砲架は3門それぞれが別個に上下できる独立砲架で、砲身の俯仰能力は仰角40度・俯角10度である。砲塔の旋回角度は単体首尾線方向を0度として左右150度である。主砲身の俯仰・砲塔の旋回・砲弾の揚弾・装填は主に電力で行われ、補助に人力を必要とした。発射速度は毎分2.5発である。
砲弾の種類には7.84kgのTNT（もしくはヘキソゲン）を充填した徹甲弾と16.9kgのTNTを充填した炸裂弾、TNTの量を23.3kgに増加した新型炸裂弾の3種類を選択できた。

### 副砲およびその他備砲、雷装について

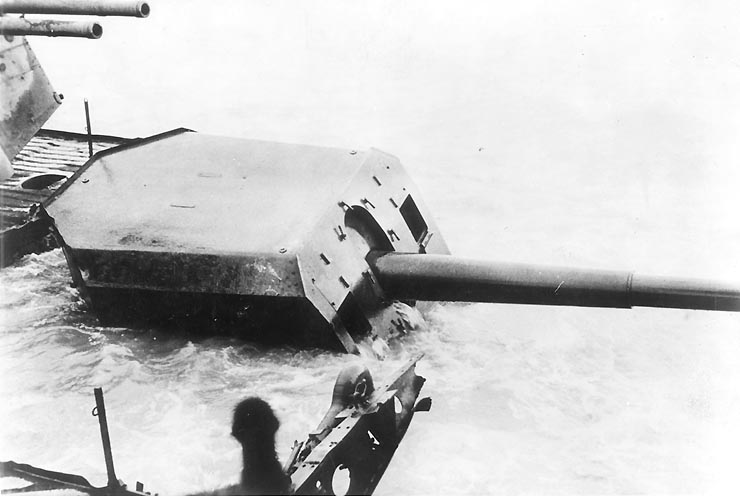
着底後のアドミラル・グラーフ・シュペーの副砲。

本級に副砲を採用したのは、要求仕様の段階で海防戦艦的な設計が行われた名残であった。本級の副砲には新設計の「SK C/28 1928年型 15cm（55口径）速射砲」を採用した。この砲は後に戦艦「シャルンホルスト級」や「ビスマルク級」の副砲にも使用された息の長い砲となった。
その性能は45.3kgの砲弾を初速875m/秒で仰角35度で22,000mまで届かせるものであった。搭載形式は前弩級戦艦のように砲塔方式にすると1万トン程度の小型の船体としては重量を食うので、単装砲架に防盾を取り付けることにして軽量化に貢献している。砲身の俯仰は仰角35度・俯角10度で、砲身の旋回と俯仰は電動と人力で行われ、障害物がなければ360度旋回できたが実際は艦上構造物に射界を阻まれた。発射速度は毎分6～8発だった。

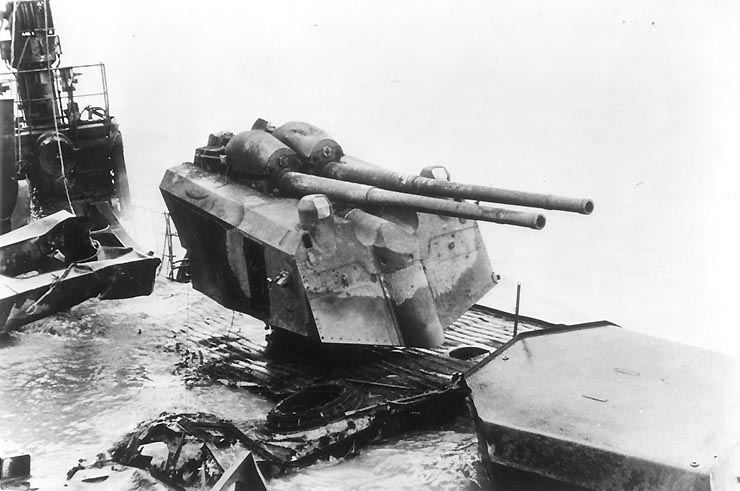
着底後のアドミラル・グラーフ・シュペーの連装高角砲。

他に対空用として「SK C/31 1931年型 8.8cm（78口径）高角砲」を採用した。その性能は9kgの砲弾を仰角45度で17,800mまで、最大仰角80度で最大射高13,300mまで到達させた。砲架の旋回と俯仰は電動と人力で行われ、砲架の旋回角度は舷側方向を0度として左右方向に80度旋回でき、俯仰は仰角80度・俯角10度であった。発射速度は毎分15～20発だった。これを連装砲架で副砲よりも高所に位置する上部構造物の中央部に片舷1基ずつ、2番主砲塔の背後に1基の計3基装備したが、後に能力不足であるとして口径を大型化した「SK C/33 1933年型 10.5cm（65口径）高角砲」へと更新された。この砲は15.1kgの砲弾を仰角45度で17,700 m、最大仰角80度で12,500mの高度まで到達させた。旋回と俯仰は電動と人力で行われ、俯仰は仰角80度、俯角8度であった。発射速度は毎分15～18発だった。搭載数と装備位置は以前と変わらなかった。

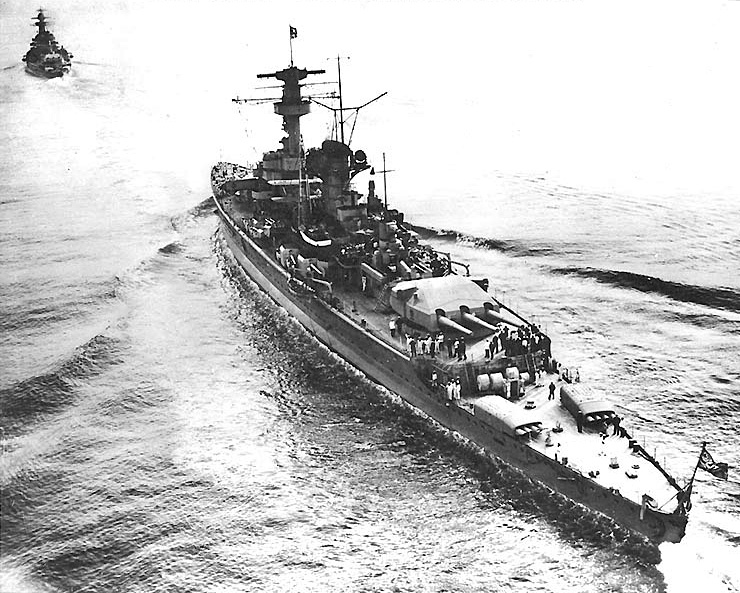
艦尾方向から撮られたドイッチュラント。高角砲の配置と低所に配置された魚雷発射管がよくわかる写真。

また、近接対空火器としてSK C/30  1930年型 3.7cm（83口径）速射砲を採用した。その性能は0.742kgの砲弾を仰角45度で8,500mまで、最大仰角85度で最大射高6,800mまで到達させた。砲架の旋回と俯仰は電動と人力で行われ、砲架の旋回角度は障害物が無ければ360度旋回できたが実際は艦上構造物に射界を阻まれた。砲架の俯仰は仰角85度・俯角10度であった。発射速度は毎分30発だった。これを連装砲架で4基搭載した。他に主砲をもってしても相手にならない戦艦と戦うときの備えとして水雷兵装を53.3cm魚雷を四連装魚雷発射管に収めて、艦尾側に片舷1基ずつの並列配置で計2基を配置した。後に装甲カバーが追加された。

## 防御
本級の仮想敵としては条約型重巡洋艦の存在が挙げられ、よって防御能力は対8インチ砲防御とされた。しかし、すでにヴェルサイユ条約で定められた1万トンの排水量制限の中で、武装として28cm砲三連装2基・15cm砲単装砲8基という重武装を施し、機関には鉄の塊である重いディーゼル機関を採用したために、防御に割ける重量の制約は他国の重巡洋艦よりも過酷なものであった。
そのため、本級は旧来の防御様式を捨てて、割り当ての少ない防御重量を効率良く使用するため、直接防御と間接防御を巧妙に組み合わせた防御様式を採用しているのが特色である。本級の防御様式はドイツ主力艦伝統の全体防御様式を引き続き採用し、舷側の水線防御は60mm装甲板を内側に傾斜させて前後に広範囲に貼られた。水面から下は50mm装甲を伸ばして水雷防御を兼ねさせた。さらに機関区の内側に、傾斜させた45mm装甲を舷側装甲とは別個に水密隔壁として装着するなど、排水量の割には強固な垂直防御能力を持っていた。また、対水雷防御には間接防御として舷側部分は4層に区切られた水密区画となっており、艦底部は3重底であった。
また、甲板防御は機関区の上面は30mm装甲で舷側に近い部分のみ40mmの装甲を貼った。主砲塔防御は前盾装甲が140mm、天蓋装甲が共に105mm、司令塔が側面部150mmと排水量の割に強力な防御力を与えられた。
これにより、イギリス海軍の条約型軽巡洋艦の主砲として作られ、リアンダー級からスウィフトシュア級まで広く採用された「Marks XXIII 15.2cm（50口径）速射砲」に対しては舷側防御は11,430m以内から、甲板防御は20,000m以内からの砲撃ならば耐える防御能力を持っていた。
重巡洋艦への防御能力としては、アメリカ海軍の「ペンサコラ級」の「20.3cm（55口径）砲」に対して舷側防御は27,070mから貫通を許し、主砲塔防御も14,630mから貫通される防御能力であった。この数字から本級は格下のはずの対重巡洋艦戦闘においても中近距離での砲戦では艦内に砲弾の突入を許してしまうことがわかる。
なお、設計段階の仮想敵である海防戦艦の代表格、スウェーデン海軍の「スヴァリイェ級」に至っては射距離18,000mから155mmを貫通できる「M1912 28.3cm（45口径）砲」を装備し、本級の防御は完全に無力である。まして海軍国の主力を構成する超弩級戦艦の主砲はこれをはるかに凌駕する。そのため本級の用兵としては「武装、装甲他の面で少しでも自らが劣位に立たされるような敵艦船との交戦は、その速度によりできる限り避ける」ことが基本とされた。これはドイツ水上艦全般の基本戦術でもあったが、そのために戦闘行動の消極化を招いてしまった。

## その他
当初から主砲用測距儀（基線長10.5m）と方位盤射撃装置を搭載していたが、3番艦アドミラル・グラーフ・シュペーでは世界に先駆けて艦上レーダーを搭載し、測距精度を高めた。
本級はバルト海域に存在していたソ連海軍のガングート級戦艦（マラート級戦艦）には火力や防御力で及ばないが、スウェーデン海軍のスヴァリイェ級や、オスカー2世級、フィンランド海軍のイルマリネン級には速力や火力で勝っていた。

## 艦歴

### 海軍休日の時代
1番艦のドイッチュラントは1931年（昭和6年）5月19日、キールのドイチェヴェルケ造船所でパウル・フォン・ヒンデンブルク大統領の手によって進水し、1933年（昭和8年）4月1日に就役した。同日、ヴィルヘルムスハーフェン海軍工廠にて2番艦アドミラル・シェーアも進水した。1934年（昭和9年）11月12日に就役した本級の1番艦がヴィルヘルムスハーフェンに配属されたのに対して、2番艦のシェーアはキール軍港を定係港とした。なお、3番艦アドミラル・グラーフ・シュペーはヴィルヘルムスハーフェン造船所で建造され、1934年（昭和9年）6月30日に進水、1936年（昭和11年）1月6日に就役した。
1936年（昭和11年）7月23日にドイッチュラントとアドミラル・シェーアは不介入的哨戒活動のため、スペイン東岸に送られた。現地においてドイッチュラントは多数の戦争難民の救助活動にあたり、避難していく商船に引き渡した。また、ドイツからフランコ政権への援助物資を満載した船舶を護衛したり、共和派の通信を傍受して情報収集を行った。この期間中に共和派・革命派双方の空軍・海軍からの誤攻撃を避けるために、主砲塔に中立国の艦艇であることを示す「赤・白・黒」のストライプを塗装して判別化を図った。その努力にもかかわらず、1937年（昭和12年）5月にドイッチュラントはマリョルカ島パルマのドックにて整備を受けていた際に共和派空軍の空襲を受け、イギリスやイタリアの海軍艦艇と共に対空砲火を送る羽目になった。その後、ドイッチュラントはイビサ島に移動したが今度は5月29日に再び空襲を受けて2発の爆弾が命中した。1発は艦橋の付近に着弾し、もう1発は右舷3番副砲近くに着弾して甲板上に猛火を吹き上げ、乗員の内23名が死亡、73名が負傷した。
これに激怒したヒトラーは僚艦アドミラル・シェーアに共和派海軍の根拠地であったアルメリアを砲撃するよう命じた。奇しくもユトランド沖海戦と同日の5月31日、アルメリア沖合いに姿を現したドイツ装甲艦は海岸砲台、海軍施設、港湾の艦艇に対し猛然と砲撃を敢行し拠点を焼き払った。

### その戦い
第一次世界大戦の教訓とレーダーの構想から、本級は当初の陸戦の支援という建造構想とは異なり、第二次世界大戦では英国と植民地とを結ぶ広大な公海で、その長大な航続力を利用して、あらかじめ展開された補助巡洋艦や補給艦と共に通商破壊作戦に従事した。
1939年（昭和14年）9月の開戦後、出撃したグラーフ・シュペーはイギリス海軍の追跡を受けた。12月13日、ラプラタ沖海戦でイギリス巡洋艦3隻と交戦し、損傷する。修理のため中立国であったウルグアイのモンテビデオ港に入港した。だが英軍の情報操作および前述の燃料系統損傷により離脱不能と判断、シュペーは自沈を選んだ。
1940年（昭和15年）10月に出撃したアドミラル・シェーアは幸運にも恵まれ、まずHX84船団を撃破した。その後は英軍の追跡を逃れて、大西洋だけでなくインド洋にまで進出し、合計10万トン近い商船を破壊・捕獲し、半年後の1941年（昭和16年）4月1日にキール軍港に無事帰投した。ところが5月中旬に通商破壊作戦を企図して大西洋に出撃した新鋭戦艦ビスマルクは、イギリス空母を含む艦隊に捕捉されて沈没した。その後、アメリカの参戦により大西洋で余裕のできた英軍は、枢軸側の通商破壊艦と補給船の一掃に乗り出した。こうして水上艦による通商破壊は終焉した。
また、フランスや本国での英空軍による執拗な基地への爆撃から艦隊を守るためと、東部戦線を重要視するヒトラーの意志により、リュッツォウとシェーアは他の主力艦（ティルピッツなど）同様にノルウェーに配備された。ディーゼルエンジンの本級は、燃料不足に陥りつつあったドイツ海軍にあっても重宝される存在であった。北方に集まったドイツ艦艇はソ連への輸送船団攻撃を狙っていたが、1942年末のバレンツ海海戦における敗北で転機が訪れた。もともと水上艦に不信感を抱くヒトラーが、海戦が敗北に終わったことを聞いて激怒し大型艦廃艦命令を出し、一時は廃艦の危機にさらされたからである。レーダーの退任とデーニッツの就任、英国への水上艦隊の必要性から最終的に廃艦計画は撤回されたものの、フィヨルドの奥で英軍の航空攻撃から逃れるために係留される状態が続いた。
1944年（昭和19年）の秋から、東部戦線が両艦へ近づき、リュッツオウとシェーアは陸上砲撃をたびたび行い、バルト海沿岸を後退するドイツ陸軍を支援した。当初の構想どおりの陸軍と海軍の共同攻撃が実現した。
1945年（昭和20年）4月16日、リュッツォウは爆撃で大破着底したが、上甲板がまだ水面上に出ていたので、残った砲で陸上砲撃を行った後に放棄された。シェーアはキール軍港で同年4月9日の空爆で破壊され、転覆した。

## 同型艦
1933年から1936年の間に以下の3隻の装甲艦が就役した。
- ドイッチュラント Deutschland （1933年）：前弩級戦艦プロイセンの代艦[33]。1939年11月にリュッツォウ（Lützow）へ改称[注釈 9]
- アドミラル・シェーア Admiral Scheer （1934年）：前弩級戦艦ロートリンゲンの代艦[33]。
- アドミラル・グラーフ・シュペー Admiral Graf Spee （1936年）：前弩級戦艦ブラウンシュヴァイクの代艦[33]。

### 注
1. ↑  (18)獨逸の軍艦[3]　獨逸は平和條約に於て排水量10,000噸以上の軍艦建造を差止められ居るため、その制限範圍内に於て最も有力なる軍艦を得んとして造りたるものに所謂袖珍戰艦ドイッチュランドであり、この艦は10,000噸にして形態としては一本檣を特徴とす。主砲は28糎砲6門を三聯装の二砲塔に納めて艦の首尾兩方に配置し、副砲として15糎砲8門、8.8糎高角砲3門を有し、舷側甲鐵4吋 砲塔甲鐵7吋を装着し、推進機關にヂーゼル機8臺を備へて總馬力54,000速力26.5節航續距離20節にて10,000浬といふ驚くべき性能を發揮したり。即ちヂーゼル機關の採用、電弧熔接の應用等技術の粹を集めてこの好成績を得たるものにて「窮すれば通ず」の諺を實現したものといはねばならぬ。(以下略)
2. ↑  1939年（昭和14年）11月、ドイッチュラントはリュッツオウに改名された。一部の資料では、1940年2月改名と記述する[4]。
3. ↑  英の海上封鎖線突破　獨袖珍戰艦ド號凱旋　名譽ある艦名を新戰艦に譲る[5]（ベルリン廿五日同盟）大戰勃發以来大西洋に出動、英佛兩國の海上通商破壊に從事してゐたドイツ袖珍戰艦ドイツチュランド號は今回ヒトラー総統の命令によつてリュツツオ號と改名され、ドイツチュランド號の名を近く竣工豫定の大型主力艦に譲ることゝなつた、なほ英佛側はドイツチユランド號が機雷にふれて爆沈したと報道してゐるが、同號は既に故國の某軍港に凱旋してゐる、因みにドイツでは最近四万五千トン級、四万級各一隻、三万五千トン級二隻の主力艦が竣工の豫定である（以下略）
4. ↑  第二篇 海軍 艦船、兵器、機關/第一章 艦艇製造上の進歩/第一節 主力艦(一)戰艦の變遷(中略)[12]　獨逸が平和條約の範圍内で一九二八年八月起工、一九三一年五月進水、本年二月八日完成、四月一日就役した小型戰艦ドイッチランドは、或は「魔の戰艦」と唱へられ、或は「ポケット戰艦」といはれる程に、世界の議論の中心ともなり、又外國海軍の造艦計畫上に危機を生ぜしめたとも云はれてゐる程で、あらゆる點に於て他山の石とすべきものが多いやうである。次に此の小型戰艦の特色を述べて見よう。／　ドイッチランドが、其の噸數に比較して世界最大の戰闘力を持つて居ることは一般に認められてゐるが、その評價は稍々宣傳的誇張に過ぎるものが多いやうに思はれる。素々本艦は戰艦の代艦として造られたものではあるが、直に最新の戰艦と匹敵するといふやうなことは全く誇張に過ぎない、單に戰闘力は戰艦に等しく、而かも噸數は巡洋艦に等しきものを造らんとする努力が、多少酬ひられたに過ぎないのである。併し巡洋艦の噸數で、出來得る限り戰艦に近い實力を出さんとする獨逸海軍の努力が、此のドイッチランドに於て、或る程度迄成功したことは、確かに世界の驚異に値するものと云はねばならぬ。／　本艦建造上最も苦心したのは明かに噸數の節約であつて、重量節約方法として採つた重要なことは左の四項である。／一、特に高級で重要輕き装甲材料を使用したこと。／二、艦内装備に輕金属合金を使用したこと。／三、鉸鋲を使用すべき場所に、出來得る限り電氣鎔接を以てしたること。／四、ディーゼルの應用を完全ならしめたること。／装甲の主要部分は全長に亙れる側面版、二枚の装甲甲板及び内部に於ける縱の隔壁にして、是等装甲の一部は構造的に船體と聯絡せしめられ、支持板の用をも兼ねて居る。／　鉸鋲に代ふるに電氣鎔接を以てすることは、獨逸海軍の巡洋艦建造上の長い經驗であつて、今日では唯外板縦縁の繼ぎ目のみを鉸鋲に依るといふことである。／　五萬馬力の能力を有する主機械はマン社製のものである。船體装甲に於て節約せられた重量は國防省の發表によれば五五〇噸であるが、主機械の重量も亦嚴重なる計算により、些末な部分に至るまで能く注意せられてゐる。一九一八年迄に計畫された軍艦用大モーターの重量は、一馬力平均五〇瓲であつたが、本艦に於ては其の六分の一となり。一馬力平均八瓲に過ぎない。／　最大速力は二六節で、二〇節に於ける航續距離は約一萬浬である。又平均吃水五.八米であつて、此の淺吃水を補足するために、上甲板に至るまで乾舷高く、從つて動揺大なる虞ありといはれてゐるが、一方獨逸近海は非常に淺いから、之に適合するやうに計畫されたものと云ふことも出來るし、尚ほ且つ淺海に於ける戰闘によりて、敵潜水艦の活動をも制限し得る點も考慮されたのであるとのことである。而かも潜水艦襲撃に對する防禦としては、モーター室を小にせる外、内部構造に細心の注意が拂はれてゐる。
　獨逸小型戰艦ドイッチランドは、攻防の點では優に他國の一萬噸巡洋艦を壓倒する力があり、又他方に於ては優速の故を以て、伊佛兩國現在の主力艦との交戰を容易に囘避することが出來るので、特にこの脅威を受けた佛國では、之に對抗するため、高速戰艦ダンケルクを建造することになつた。その要目は次の通りである。／　排水量二六,五〇〇噸、兵装三三糎砲八門(四聯装砲塔二基)一五.五糎砲(?)十六門、高角砲及機銃約四〇門、速力三〇節　同艦の防禦は水線甲帶、對空防禦甲板の外、水中防禦装置にも工夫を凝らしてある、又其の竣工に就ては不明であるが、一九三六年末には公試を行ひ得る豫定だと傳へられてゐる。
5. ↑  【衿袖戰艦】[14] 諸外國でも一萬噸八吋砲巡洋艦では八吋砲八門乃至十門を積んでゐるが、ドイツは平和条約により、一萬噸以上の軍艦を造ることが出來ないので、研究の結果造つたのが、所謂 衿袖戰艦 で、その第一艦ドイツチエランドは十一吋砲六門、五吋砲九砲八門を積んでゐる。これに對抗するため、フランスは高速戰艦(二萬六千五百噸)「ダンケルク」といふ三十三糎(三十吋)砲八門十四糎(五.五吋)砲十六門を積んだ艦を建造中である。
6. ↑  (1)主力艦建造競争の再燃(略)然るにドイツは曩にベルサイユ條約に規定された制限によつて、一萬噸以上の主力艦の建造を禁止されてゐたのであるが、大戰の創痍次第に癒えて國力の充實漸く顕著となるに及び、遂に一九二九年敢然起つて許容されたる最大限度の戰闘力を有する主力艦ドイツチランド級三隻(ドイツチランド、アドミラル シエーア及びアドミラル グラーフ シユペー)の建造を開始した。(第十圖)此戰艦は　排水量一〇,〇〇〇噸　主砲十一吋砲六門(三聯装二砲塔)　装甲四吋　五四,〇〇〇馬力　速力二六浬　といふ性能のもので、俗にポケツト戰艦又は袖珍戰艦の愛稱を以て呼ばれてゐるものであるが、單に條約で許された最高限の戰闘力を持つてゐるといふに止まり、戰略上の必然的な要求を充たしたものではないことは勿論であり、素より列國の大戰艦の列に伍し得るものではないが、當時主力艦に代つて時代の寵兒となつた列國の條約巡洋艦群に對しては、正に一敵國の出現を示唆したものであり、殊にドイツの復興を最も怖れるフランスにとつては、此小戰艦の出現は確かに少なからざる脅威を與へるものとなつたのである。[20]
7. ↑  ドイツ訪問を終えて日本に帰国中の大角岑生海軍大将（箱根丸）は、作戦中のドイッチュランドと遭遇する[21]。帰朝後、昭和天皇に対する御進講草案にはドイッチュランドについて「此豆戦艦ハ『ドイッチュランド』ノ外ニ尚二隻御座イマシテ、何レモ二十八糎砲六門ヲ有シ速力二十六節デアリマシテ、一万屯巡洋艦デハ砲力ガ足ラズ、戦艦デハ速力ガ足ラズ、之ヲ捕捉撃滅スルコトハ巡洋戦艦ニ依ラネバナラヌ情況デ御座イマス」と評している[22]。
8. ↑  〔 然し此の豆戰艦は、現在では最早や戰艦としての價値は殆どなくなつて了ひました。現に獨逸自身がもう此の型を建造するのを止め、もつともつと戰艦らしい戰艦の建造に懸命なのを見ても解るではありませんか。〕[24]
9. ↑  本来はアドミラル・ヒッパー級重巡洋艦の後期型1隻がリュッツオウ (Lützow) と命名されデシマーク造船所で建造中だったが、同艦はソビエト連邦に譲渡された[60]。